# MaxiCode

Beispiel eines MaxiCode

Der MaxiCode wurde 1989 bei United Parcel Service (UPS) zur schnellen Identifizierung, Verfolgung und Sortierung von Paketen entwickelt. Er enthält die UPS-Kontrollnummer, das Gewicht, die Serviceart der Sendung und die Adressangaben und stellt einen 2D-Code dar.

## Struktur
Er hat eine feste Größe von ungefähr 25,4 mm × 25,4 mm (1 in. × 1 in.). In die sich so ergebende Fläche von 645 mm² (1 sq in.) können 144 Symbolzeichen, d. h. 93 ASCII-Zeichen oder 138 Ziffern codiert werden.
Das zweidimensionale Muster besteht aus Sechsecken, die in 30 horizontalen und 33 vertikalen Reihen angeordnet werden. Inklusive Ruhezone beträgt die Barcodegröße 28,14 mm × 26,91 mm (Breite × Höhe).

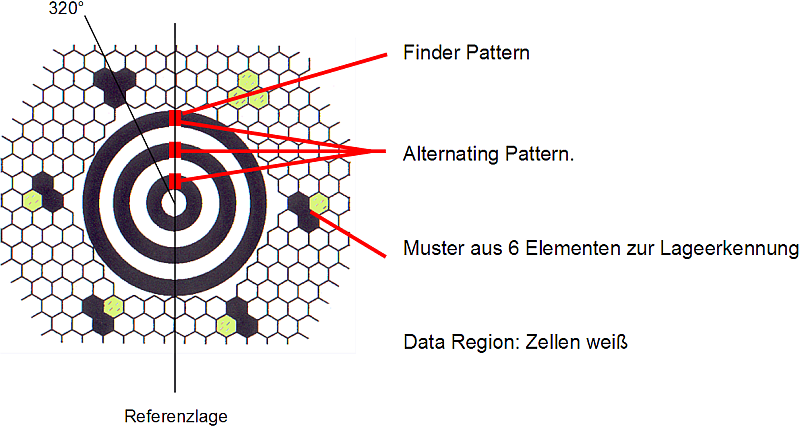
Elemente des MaxiCodes

Im Mittelpunkt des Codes befindet sich das Suchmuster, das aus drei konzentrischen Kreisen besteht. Damit kann das Lesesystem in alle drei Richtungen Verzerrungen kompensieren. Um das Suchmuster herum sind in 33 Reihen 866 wabenförmige Sechsecke angeordnet. Die Reed-Solomon-Fehlerkorrektur unterstützt anwenderspezifisch mehrere Stufen und bietet hohe Datensicherheit. Die Rekonstruktion ist noch möglich, wenn bis zu 25 % des Codes zerstört worden sind. Auf dem hexagonalen Gitter enthält er sechs Orientierungsmuster, was die omnidirektionale Lesung erleichtert.
Das Finder Pattern ermöglicht das Finden des Codes innerhalb anderer Bedruckung oder Strukturen, das Bestimmen der Lage, der Größe und einer möglichen Verzerrung des Codes. 
Das Alternating Pattern gibt die Dichte der Datenzellen vor und erlaubt somit das Aufspannen eines Gitternetzes zur Lokalisierung der Datenzellen. 
Die Data Region enthält die Nutzdaten. Ein Fehlerkorrekturverfahren erlaubt das Erkennen und Korrigieren von Lesefehlern. Es wird somit eine extrem hohe Lesesicherheit gewährleistet sowie eine relative Unempfindlichkeit gegen Störungen.
Die einzelnen Bits (schwarze oder weiße Zellen) müssen nach definierten Regeln zu Symbolen zusammengefasst werden. Diese werden dann in der Datenregion nach ebenfalls definierten Regeln angeordnet.
Alle echten Matrix- bzw. Flächencodes weisen diese Strukturen auf.
Der sehr kompakte Maxicode wurde zur Hochgeschwindigkeitssortierung und -verteilung entwickelt. Auch in einem sehr großen Lesefeld ist er sehr leicht zu finden (eindeutiges Suchmuster). Nachteilig sind die festen Parameter und die Tatsache, dass er nur mit Bildverarbeitungssystemen lesbar ist.